# 小行星3244
小行星3244（3244 Petronius）是一颗围绕太阳公转的小行星。1960年9月24日，C. J. 万·豪敦、I. 万·豪敦-格勒内费尔德、T. 赫雷爾斯在帕洛马山发现了此天体。
該小行星以古羅馬作家佩特羅尼烏斯命名。
这颗小行星的绝对星等为58.25355954051305等。